# Sex Therapy (singolo)
Sex Therapy è una canzone del cantante R&B Robin Thicke, estratto come primo singolo dal suo quarto album Sex Therapy.
Il singolo, una mordida ballata in falsetto, è stato prodotto da Polow Da Don e scritto dallo stesso Thicke in collaborazione con Ester Dean. Il singolo è stato distribuito per l'airplay radiofonico a partire dal 20 ottobre 2009. La canzone contiene un sample della celebre It's My Party di Lesley Gore.

## Tracce
1. Sex Therapy [Main] (4:36)
2. Sex Therapy [Instrumental] (4:36)

## Video
Il videoclip è stato diretto da Melina il 24 ottobre 2009 a Los Angeles, nella stessa villa dove è stato realizzato il video di Reach Out di Hilary Duff. La modella Saleisha Stowers appare nel video in cameo.
Distribuito a partire dal 19 novembre, il video mostra Robin Thicke interpretare il brano contornato da belle ragazze sullo sfondo di ambientazioni lussuose, dando vita a scene dal contenuto sensuale.